# Ikaviskt uttal
Ikaviskt uttal (kroatiska: Ikavski govor eller ikavica) är ett språkfenomen och ett av tre uttal inom kroatiska språket som utvecklats från det protoslaviska ljudfenomenet jat, Ѣ. Samtliga tre uttal utvecklades under medeltiden, där ijekaviskt uttal och ekaviskt uttal kom att utgöra de andra två uttalsformerna.

## Utbredning
Ikaviskt uttal används inom alla tre kroatiska dialekter men mestadels inom čakavisk dialekt, där det används nästan uteslutande, och štokavisk dialekt, där det används i inom vissa geografiska områden. Inom kajkavisk dialekt är ikaviskt uttal idag en sällsynt företelense men används i viss mån i bland annat några byar i norra Istrien och Gorski kotar.
Uttalet är som mest utbrett längs hela Kroatiens kustland och dess närliggande områden. Detta område inkluderar Istrien, Kvarnerbukten, Primorje, Gorski kotar, Lika, Dalmatien, Zagora samt samtliga öar i den kroatiska skärgården. Uttalets utbredningsområde fortsätter dock in i Bosnien-Hercegovina där den breder ut sig i västra Hercegovina och sydvästra Bosnien. Språkfickor förekommer dock även uppe i Posavina, Baranja och Bačka. Historiskt sett var uttalets utbredning större och omfattade tidigare även Bosanska Krajina samt delar av Zagorje.
Även burgenlandkroater och molisekroater talar dialeketer med ikaviskt uttal.

## Lingvistiska exempel
Ijekaviskt uttal är standardform i kroatiska, bosniska och montenegrinska medan ekaviskt uttal är standardform i serbiska, slovenska och makedonska. Ikaviskt uttal är ej standard inom något språk men väl utbrett bland kroatiska och bosniska dialekter. Följande schema påvisar exempel på skillnader mellan uttalen.
| Svenska       | Ikaviska    | Ijekaviska  | Ekaviska    |
| ------------- | ----------- | ----------- | ----------- |
| tid           | vrime       | vrijeme     | vreme       |
| vacker        | lip         | lijep       | lep         |
| flicka        | divojka     | djevojka    | devojka     |
| man           | čovik       | čovjek      | čovek       |
| att sitta     | siditi      | sjediti     | sediti      |
| jag behöver   | ja tribam   | ja trebam   | ja trebam   |
| hon har ätit  | ona je jila | ona je jela | ona je jela |
| sommar        | lito        | ljeto       | leto        |
| vänster       | livo        | lijevo      | levo        |
| måne          | misec       | mjesec      | mesec       |
| plats         | misto       | mjesto      | mesto       |
| att värma     | grijati     | grijati     | grejati     |
| norr          | sjever      | sjever      | sever       |
| stjärna       | zvizda      | zvijezda    | zvezda      |
| björn         | medvid      | medvjed     | medved      |
| farfar/morfar | dida        | djed        | deda        |